# D.W. Davis
David William Davis, född 23 april 1873 i Cardiff, Wales, död 5 augusti 1959 i Boise, Idaho, var en brittiskfödd amerikansk politiker (republikan). Han var guvernör i delstaten Idaho 1919–1923.
Davis kom till USA två år gammal. I tolvårsåldern blev han gruvarbetare för att bidra till familjens levebröd efter att modern hade blivit änka. Senare arbetade han som kassör i en bank och efter att ha flyttat till American Falls i Idaho startade han en egen bank, The First National Bank of American Falls.
Davis efterträdde 1919 Moses Alexander som guvernör och efterträddes 1923 av Charles C. Moore. Metodisten och frimuraren Davis avled 1959 och gravsattes på begravningsplatsen Cloverdale Memorial Park i Boise.